# 강창희 (정치인)
강창희(姜昌熙, 1946년 8월 3일 ~ )는 대한민국의 정치인으로, 제11·12·14·15·16·19대 국회의원이다.

## 학력
- 1959년 대전대흥국민학교 졸업
- 1962년 대전중학교 졸업
- 1965년 대전고등학교 졸업
- 1969년 육군사관학교 25기 학사
- 1971년 육군보병학교 졸업
- 1982년 경남대학교 경영대학원 MBA

### 명예 박사 학위
- 1995년 경남대학교 명예 정치학 박사

## 약력
- 육군 중령
- 19대 과학기술부 장관을 역임하였다.
- 2006년 7월 11일 한나라당 제8차 전당대회에서 3위로 최고위원에 당선되었다.[1]
- 2012년 7월 2일 제19대국회 전반기 국회의장에 선출되었다.
- 2016년 5월 ~ : 한남대학교 석좌교수
- 2016년 10월 ~ : 북한대학원학교 석좌교수
- 2017년 1월 경 새누리당을 탈당했다.[2]
- 2017년 12월 ~ 2020년 1월 : 제4대 기후변화센터 이사장
- 2020년 1월 ~ : 기후변화센터 명예이사장
- 매헌 윤봉길의사 기념사업회 고문

## 역대 선거 결과
|  | 35.6% |

|  | 32.06% |

|  | 25.92% |

|  | 34.77% |

|  | 58.51% |

|  | 45.65% |

|  | 33.42% |

|  | 39.50% |

|  | 42.73% |

## 소속 정당
| 소속 정당 | 소속 정당    | 소속 기간 | 비고           |
| --------- | ------------ | --------- | -------------- |
|           | 민주정의당   | 1981~1990 | 창당 정계 입문 |
|           | 민주자유당   | 1990~1992 | 합당           |
|           | 무소속       | 1992~1995 | 탈당           |
|           | 자유민주연합 | 1995~2001 | 입당           |
|           | 무소속       | 2001      | 탈당           |
|           | 한나라당     | 2001~2012 | 복당           |
|           | 새누리당     | 2012      | 당명 변경      |
|           | 무소속       | 2012~2014 | 탈당           |
|           | 새누리당     | 2014~2017 | 복당 정계 은퇴 |
|           | 무소속       | 2017~현재 | 탈당           |

## 같이 보기
- 대한민국 제11대 국회의원 선거 민주정의당 후보 목록#전국구
- 대전시 중구 (1981년 선거구)
- 대전시 중구 (1988년 선거구)
- 중구 (대전 선거구)
- 대전 중구의 국회의원
- 대한민국의 국무총리비서실장
- 대한민국의 과학기술정보통신부 장관
- 대한민국의 국회의장